# راماليو
راماليو (بالبرتغالية: Ramalho‏) هو لاعب كرة قدم برازيلي في مركز الوسط، ولد في 3 يونيو 1980 في ناتال في البرازيل. لعب مع أتلتيكو غويانيينسي وبيتار القدس وسانتو أندريه ونادي اتلتيكو سوروكابا ونادي ريو فيردي ونادي ساو باولو ونادي غوياس ونادي فيتوريا ونادي كريسيوما ونادي مكابي تل أبيب.